# Kata (artes marciais)
Kata (型 ou 形, forma) é um conjunto de movimentos de ataque e defesa e está presente nas mais diversas artes marciais japonesas, realizados em conjunto ou individualmente. O significado mor é "forma", mas que adquire conotações diversas, dependendo da arte em questão.
No caratê, descreve uma simulação de combate detalhada de movimentos, que é praticada índividualmente ou em equipe. Antes de executá-lo, o praticante deve passar por uma prática de técnicas fundamentais, os kihons; ao que, antes da popularização, era referenciado como "balé da morte", termo que bem descreve sua natureza. A depender do estilo, há variações de um mesmo kata.
Em judô, diz-se que um conjunto de técnicas fundamentais, para transmitir uma técnica, como nage-no-kata (formas de projeção), katame-no-kata (formas de domínio no solo) ou kime-no-kata (técnicas de combate real). Também se diz que o escopo dos katas é revelar o verdadeiro espírito pacifista da arte e, bem assim, sua finalidade. De igual formal, no Aikido, que é um descendente do jiu-jitsu tradicional, representa uma série de movimentos pré-definidos, mas com a peculiaridade de quase sempre utilizar bastão ou espada, em que um praticante ataca e outro defende.
Em qualquer arte marcial, a simulação inserta num kata representa uma sequência de movimentos, ataque e defesa numa luta imaginária. Cada ataque deve ser executado como se o oponente estivesse em sua frente, para atingi-lo, e cada defesa deve ser executada como se o adversário estivesse mesmo a atacá-lo, em uma situação real de perigo. Cada movimento tem sua interpretação, devendo ser respeitado seu tempo e aplicação. 
O objetivo do kata é ajudar no desenvolvimento das aptidões psicológicas e físicas necessárias para o verdadeiro combate.
Além do mais, o kata faz com que uma pessoa tenha domínio da luta, ou seja, ela controla o espaço entre si e seu adversário. Os kata, quando foram desenvolvidos, tiverem como modelo principal os movimentos que certos mestres tiveram que usar em situações reais de perigos contra dois ou mais adversários.